# Ómiava
Ómiava (szlovákul Stará Myjava) község Szlovákiában, a Trencséni kerületben, a Miavai járásban.

## Fekvése
Miavától 4 km-re északkeletre fekszik.

## Története
Első írásos említése 1598-ból származik.
A trianoni békeszerződésig területe Nyitra vármegye Miavai járásához tartozott.
A falu csak 1955-ben lett önálló község, ekkor alakították ki Miava külterületéből.

## Népessége
| Év:            | 1994. | 2004.   | 2014.   | 2024.   |
| -------------- | ----- | ------- | ------- | ------- |
| Emberek száma: | 725   | 730     | 733     | 766     |
| Eltérés:       |       | +0,68 % | +0,41 % | +4,50 % |

| Év:            | 2023. | 2024.   |
| -------------- | ----- | ------- |
| Emberek száma: | 744   | 766     |
| Eltérés:       |       | +2,95 % |

2001-ben 716 lakosából 710 szlovák volt.
2011-ben 742 lakosából 708 szlovák.

## Külső hivatkozások
- Hivatalos oldal Archiválva 2017. április 21-i dátummal a Wayback Machine-ben
- Községinfó
- Ómiava Szlovákia térképén
- E-obce.sk Archiválva 2013. június 7-i dátummal a Wayback Machine-ben